# 제53보병사단
제53보병사단(第五十三步兵師團, The 53rd Infantry Division, 상징명칭: 충렬부대)은 부산광역시 해운대구에 사령부를 두고 있는 대한민국 육군의 보병사단으로, 부산광역시와 울산광역시 지역을 방위하는 임무를 맡고 있는 제2작전사령부 예하의 지역방위사단이다.
1970년 8월 16일, 부산경비단으로 창설되어, 1982년 8월 16일에 사단으로 개편되었다. 사단으로 개편되면서, 육군 군수사령부가 담당하던 부산지역 위수 방위 임무를 넘겨받아 지역방위사단이 되었다. 창설 44주년을 맞이한 2014년 8월 16일에 부산시청 앞에 창설 기념비가 설치되었다.

## 편성
- 사단본부
- 제126보병연대 "코끼리" (부산광역시 전역)
- 제127보병연대 "노도"(울산광역시 전역)
  - 울산연대로도 알려져 있다. 1968년 울산경비사령부로서 울산광역시에 밀집하여 형성된 공업지구를 경비하기 위한 목적으로 창설되었다. 1984년 사단이 경상남도 전지역을 담당할 수 있게 되자, 사단에 예속되고 남구 옥동으로 옮겨갔다.[3] 2008년 11월 6일에 3대대가 울주군 청량면으로 옮겨간 것을 시작으로 연대 전체가 옮겨갈 계획을 세웠으나, 시민들이 반발하고 있다.[4]
- 기타 사단 직할대
  - 화생방지원대
  - 의무대
  - 포병대대
  - 기동대대
  - 군사경찰대
  - 보급수송근무대
  - 군악대
  - 정비대
  - 본부근무대
  - 정보통신대대
  - 방공대대
  - 공병대대

## 참고
1. ↑  천영철 (2013년 8월 17일). “육군 53사단, 부대 창설 43주년 행사 다채”. 부산일보. 2015년 12월 2일에 확인함.
2. ↑  손인준 (2014년 8월 14일). “육군 제 53사단, 부대 창설지 표지석 제막”. 경남일보. 2015년 12월 2일에 확인함.
3. ↑  김세영 (2006년 10월 17일). “울산연대 창설 24돌”. 울산매일. 2015년 12월 28일에 확인함.
4. ↑  “울산 옥동 군부대 이전 “울주군이 남구청 쓰레기 하치장인가” 반발”. 울산데일리. 2014년 7월 25일. 2016년 1월 20일에 원본 문서에서 보존된 문서. 2015년 12월 28일에 확인함.